# Magali Foulon
Magali Foulon Gohy (Ibiza, 8 de enero de 1988) es una deportista española que compitió en tiro con arco, en la modalidad de arco recurvo.
Ganó dos medallas de plata en el Campeonato Europeo de Tiro con Arco al Aire Libre, en los años 2010 y 2012, ambas en la prueba de equipo.

## Palmarés internacional
| Campeonato Europeo al Aire Libre | Campeonato Europeo al Aire Libre | Campeonato Europeo al Aire Libre | Campeonato Europeo al Aire Libre |
| Año                              | Lugar                            | Medalla                          | Prueba                           |
| -------------------------------- | -------------------------------- | -------------------------------- | -------------------------------- |
| 2010                             | Rovereto (Italia)                | Medalla de plata                 | Equipo                           |
| 2012                             | Ámsterdam (Países Bajos)         | Medalla de plata                 | Equipo                           |